# Tord Bergkvist
Tord Mauritz Bergkvist, född 28 juli 1933 i Hofors församling, Gävleborgs län, död 10 juli 2015 i  Gävle Staffans församling, Gävleborgs län, var en svensk journalist och chefredaktör.
Bergkvist utbildade sig 1953 på Poppius Journalistskola i Stockholm. Han anställdes 1954 vid Västerbottens-Kuriren som redaktör i Storuman och kom därefter till Bergslagsposten, Dagen och Eskilstuna-Kuriren. Han kom till Gefle Dagblad (GD) 1958 och blev efter olika befattningar tidningens redaktionschef. År 1980 utsågs han till chefredaktör för tidningen Ljusnan i Bollnäs och återvände 1987 till GD som politisk redaktör och ledarskribent. Han fortstte efter pensioneringen 1999 att skriva  politiska krönikor, vilka kom fram till 2015.
Bergkvist skrev boken Från Gefle Dagblad till MittMedia – 111 år av utveckling (2006). Han är begravd på Skogskyrkogården i Gävle.